# Cuil
Cuil (đọc là [kuːl], "cool", theo các tác giả) là máy tìm kiếm được công bố có số lượng chỉ mục lên tới 121 tỉ trang web, bắt đầu đi vào hoạt động từ ngày 28 tháng 7 năm 2008. Chính sách riêng tư mà Cuil đưa ra là nói không với việc cất giữ hoạt động tìm kiếm và địa chỉ IP của những người sử dụng, trong khi các máy tìm kiếm khác thì thu thập những thông tin này.
Trong những người sáng lập ra Cuil có tới 3 người từng làm việc cho Google, gồm có: Anna Patterson, Russell Power và Louis Monier. Đồng sáng lập Tom Costello (hiện nắm chức vụ CEO của Cuil) đã từng làm việc cho IBM và một số công ty khác. Cuil nhận được 33 triệu USD từ các công ty đầu tư mạo hiểm trong đó có Greylock. Công nghệ tìm kiếm được trang web này tuyên bố rằng có khả năng phân tích ngữ nghĩa văn bản nhờ áp dụng các công nghệ mới nhất trong xử lý ngôn ngữ tự nhiên để đưa ra kết quả phù hợp thay vì chỉ áp dụng các thuật toán tìm kiếm thuần túy dựa trên từ khóa và thứ hạng trang (PageRank).
Dư luận cho rằng Cuil có thể trở thành đối thủ của Google trong tương lai.

## Tên gọi
Tên gọi Cuil bắt nguồn từ một câu truyện dân gian của người Ireland với nhân vật có tên là Finn McCuill. Cuil trong tiếng Celt (tiếng của người AiLen) còn có nghĩa là kiến thức, sự hiểu biết. Điều này có liên quan đến Tom Costello vì ông là người AiLen và cũng là chồng của Anna Patterson.

## Giao diện
Cuil cũng có giao diện ở trang chủ đơn giản như Google, với ô đánh câu hỏi truy vấn và nút search bên phải, khác ở chỗ nó có phông nền màu đen. Kết quả tìm kiếm được chia làm 3 cột chứ không phải duy nhất một cột giống như mặc định của các công cụ tìm kiếm khác. Cuil hỗ trợ khoanh vùng từ khóa bằng cách đưa ra các từ khóa tìm kiếm có khả năng liên quan mật thiết nhất đến chủ đề, chẳng hạn khi tìm kiếm với câu hỏi vietnam, Cuil đưa ra các gợi ý: Provinces Of Vietnam (các tỉnh của Việt Nam), Vietnam War (chiến tranh Việt Nam), Vietnam travel (du lịch ở Việt Nam), Vietnam veterans (cựu binh tham gia chiến tranh Việt Nam) v.v.

## Đánh giá
Chỉ mục mà Cuil công bố trong ngày chính thức đưa ứng dụng tìm kiếm này lên mạng là 121.617.892.992 (hơn 121 tỉ) trang web, và họ cho rằng đây là con số lớn nhất so với các công cụ khác, tuy nhiên Danny Sullivan, chủ bút của trang SearchEngineWatch.com nghi ngờ tính xác thực của thông tin này, ông cũng phê phán rằng nó chỉ tập trung vào số lượng hơn là chất lượng. Vào lúc 15h ngày 28 tháng 7 năm 2008, trên trang Cuil.com đã xuất hiện dòng xin lỗi: Do lượng truy cập quá lớn, máy chủ của chúng tôi không trả lại được kết quả. Mong bạn quay trở lại sau, đây là hệ quả sau hàng loạt thông tin trước đó cho rằng có thể Cuil sẽ là công cụ đối trọng với các máy tìm kiếm khổng lồ như Google hay Yahoo được đưa bởi các hãng thông tấn báo chí lớn trên thế giới. Trong một lần trả lời phỏng vấn của báo Lao động, ông Stefan Keuchel - Giám đốc đối ngoại Google Đức tuyên bố: "Khách hàng sẽ là người cuối cùng quyết định sẽ sử dụng công cụ tìm kiếm nào, quan trọng nhất là chất lượng của nó. Do vậy Cuil không có gì đáng sợ".